# Freyburg (Unstrut)
Freyburg (Unstrut) is een stad in de Duitse deelstaat Saksen-Anhalt en maakt deel uit van de Burgenlandkreis.
Freyburg (Unstrut) telt 4.578 inwoners.
Freyburg is het centrum van de wijnbouwstreek Saale-Unstrut. Men vindt daar het oude klooster met wijngoed Pforta en de Rotkäppchen Sektkellerei. Ook is er een universiteit voor wijnbouw. In de stad ook een museum gewijd aan de vader van het moderne turnen Friedrich Ludwig Jahn (1778–1852), die hier is overleden. 

## Indeling gemeente
De volgende Ortsteile maken deel uit van de gemeente:
- Dobichau
- Nißmitz
- Pödelist
- Schleberoda
- Weischütz
- Zeuchfeld
- Zscheiplitz

An der Poststraße · 
Bad Bibra · 
Balgstädt · 
Droyßig · 
Eckartsberga · 
Elsteraue · 
Finne · 
Finneland · 
Freyburg · 
Gleina · 
Goseck · 
Gutenborn · 
Hohenmölsen · 
Kaiserpfalz · 
Karsdorf · 
Kretzschau · 
Lanitz-Hassel-Tal · 
Laucha an der Unstrut · 
Lützen · 
Meineweh · 
Mertendorf · 
Molauer Land · 
Naumburg · 
Nebra · 
Osterfeld · 
Schnaudertal · 
Schönburg · 
Stößen · 
Teuchern · 
Weißenfels · 
Wethau · 
Wetterzeube · 
Zeitz